# نگرش سیاسی و مذهبی شیرین عبادی
شیرین عبادی در مسائلِ سیاسی و مذهبی مواضع و نظراتی داشته است.

## دیدگاه‌های سیاسی
در کتابِ بیداری ایران عبادی از دیدگاه‌هایش دربارهٔ دین، سیاست و برابری جنسیتی می‌نویسد. او در این کتاب از عشق خود به کشورش و انتقادش از محمّدرضا شاه پهلوی می‌نویسد. شیرین پیش از انقلاب، همراه با تعدادی دیگر از قاضی‌ها، طرف‌دار انقلاب اسلامی و آیت‌الله خمینی بود. اما بعد از خروج محمدرضا شاه از ایران و پیروزی انقلاب، شیرین انقلاب را یک شکست برای خودش می‌دید. زنان مجبور به پوشیدن حجاب شدند و زنان قاضی برکنار شدند.
او دربارهٔ جنگ ایران و عراق می‌گوید:
| « | به جز دو جنگ جهانی، کمتر جنگی در قرن بیستم به این سطح از خون‌ریزی رسید. جنگ ایران و عراق آخرین جنگ فرسایشی بود، از نوعی جنگ که قبل از پیشرفت فناوری نظامی دو کشور مستقل با یکدیگر روبرو می‌شدند و موج‌های مردان جوان را با پای پیاده به میدان جنگ می‌فرستادند. صدام به سلاح‌های غربی دسترسی داشت، تسلیحات شیمیایی را از از شرکت‌های اروپای غربی و جنگ‌افزارهای زیادی را از ایالات متحده می‌خرید. زمانی‌که کشور ایران در شدیدترین شرایط مازاد جمعیتی بود. | » |

در کنفرانس خبری بعد از دریافت جایزه نوبل، عبادی مخالفتش را با دخالت بیگانگان در امور داخلی بیان کرد و گفت: «پیکار برای حقوق بشر در ایران توسط مردم ایران انجام می‌شود و ما مخالف هرگونه دخالت بیگانگان در ایران هستیم»
او سال ۲۰۰۶ میلادی از برنامه صلح‌آمیز اتمی ایران دفاع کرد و گفت: «این برنامه باعث غرور ملی یک ملت کهن با تاریخی باشکوه است. هیچ دولتی در ایران، فارغ از ایدئولوژی یا اعتبار دموکراتیک، جرأت نخواهد کرد این برنامه را متوقف کند».
اما موضع او چند سال بعد تغییر کرد، سالِ ۱۳۹۱ در ایتالیا گفت: «ایران دارای [انرژی] خورشید فراوانی است و [...] نیازی به نیروگاه برق اتمی نداریم.»
همان سال در یک سخنرانی در واشینگتن گفت: «این ادعا که انرژی هسته‌ای باعث غرور ملی ایرانیان است، اصلاً درست نیست و پروپاگاندای دولت احمدی‌نژاد است. مردم ایران آن قدر مشکلات معیشتی دارند که وقت فکر کردن به این چنین چیزهایی را ندارند.»
البته او سال ۲۰۱۵ میلادی دربارهٔ گفته‌های نتانیاهو، نخست‌وزیر اسرائیل، علیه برنامه هسته‌ای ایران گفت: «همان‌گونه که پیش از این هم گفته‌ام، من با هیچ شکلی از کاربرد انرژی هسته‌ای موافق نیستم؛ و برنامه هسته‌ای [ایران] باید هرچه زودتر متوقف شود، البته کشوری که خود بمب اتمی دارد [اسرائیل] نمی‌تواند رفتار دیگر کشورها را قضاوت کند.»
سال ۱۳۸۸ عبادی در مصاحبه‌ای به دویچه‌وله، ضمن مخالفت با هرگونه راه‌حل نظامی، گفت تلاش می‌کند تا دولت‌های اروپایی، با محور اصلی حقوق بشر و دموکراسی، با دولت ایران مذاکره کنند.
او ارسال پرونده حصر خانگی رهبران جنبش سبز به شورای عالی امنیت ملی ایران را اقدامی فراقانونی خوانده‌است و سالِ ۱۳۹۲ به رادیو فردا گفت این اقدام تنها نشان‌دهنده «تصمیم‌های فراتر از قانون است، نه پای‌بندی به قانون».
شیرین عبادی در سخنرانی‌های گوناگون از بهبود نیافتن شرایط حقوق بشر در ایران پس از انتخاب حسن روحانی به عنوان رئیس‌جمهور انتقاد کرده‌است. وی در همایش روز جهانی حقوق بشر در دانشگاه لیدن در هلند با عصبانیت گفت: «من خفه می‌شوم ولی با خفه شدن من، مشکلات حل نمی‌شود.»
او دربارهٔ افزایش اعدام‌ها در زمان ریاست جمهوری حسن روحانی به دویچه‌وله گفت رئیس‌جمهور ناظر بر اجرای صحیح قانون اساسی است و او می‌تواند دربارهٔ اجرا شدن دادرسی عادلانه و تطابق مقررات و قوانین زندانها با آیین‌نامه داخلی زندان‌ها تحقیق کند و اگر موردی طبق اصول انجام نمی‌شود تذکر دهد اما حسن روحانی از این اختیار قانونی خود استفاده نمی‌کند.
او درگفتگو با یک روزنامه ایتالیایی تظاهرات سال ۱۳۹۶ مردم ایران را ناشی از وضعیت اقتصادی، شکاف میان فقیر و غنی، سانسور و هزینه‌های نظامی حکومت ایران دانست و گفت این جنبش بزرگ اعتراضی ممکن است از موج سبز فراتر رود. او از جمله ۱۵ فعال سیاسی و مدنی بود که در بهمن ۱۳۹۶ با تأکید بر «اصلاح‌ناپذیری» نظام جمهوری اسلامی ایران خواستار برگزاری همه‌پرسی تحت نظارت سازمان ملل متحد برای «گذار مسالمت‌آمیز» از حکومت فعلی «به یک دموکراسی سکولار پارلمانی» شد.

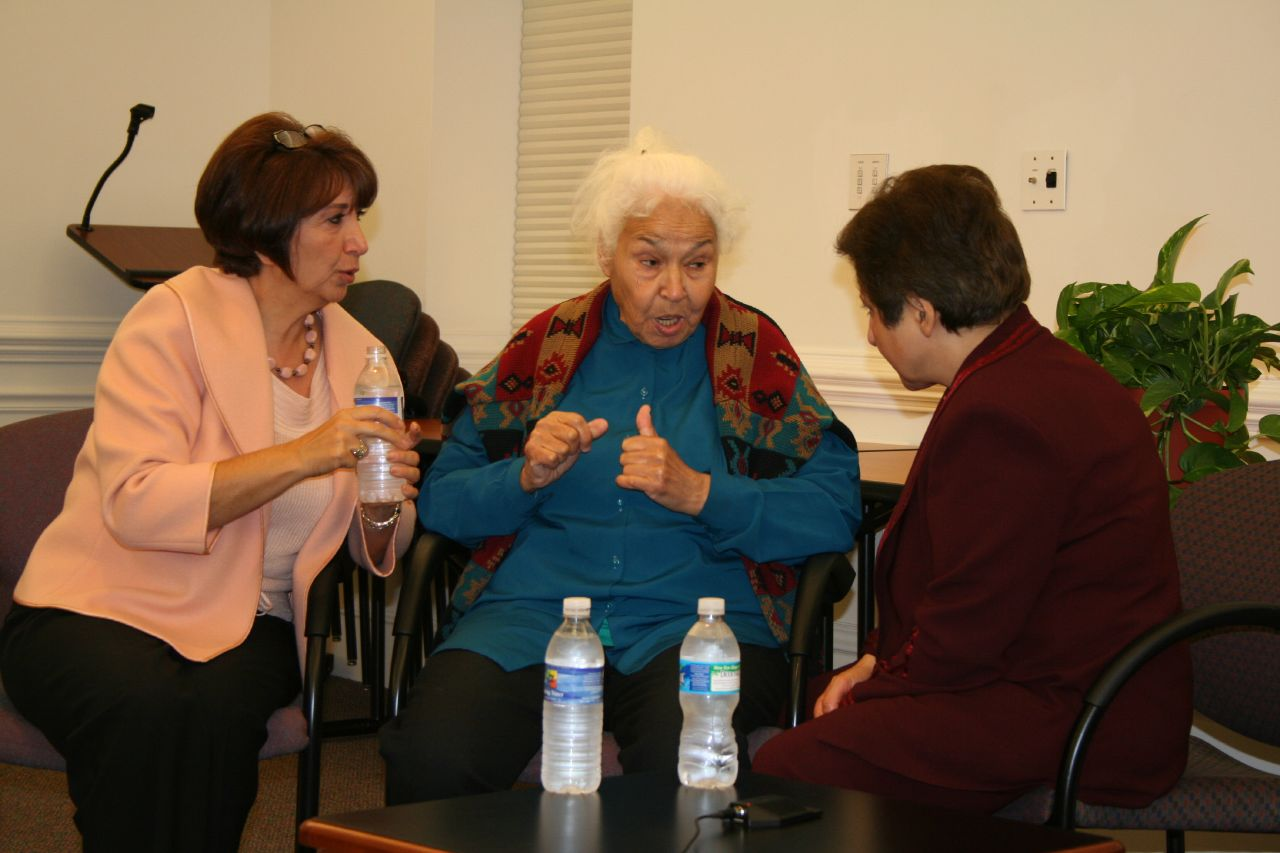
شیرین عبادی در حال صحبت با نوال سعداوی (وسط)، نویسنده مصری، فروردین ۱۳۸۷

عبادی دربارهٔ مسئله فلسطین و اسرائیل هم دیدگاه خود را بازگو کرده‌است. سال ۲۰۱۰ اتحادیه دانشجویان دانشگاه کالیفرنیا طرحی را به دانشگاه دادند که برای محکوم کردن، به گفته آنها، «جنایت‌های جنگی اسرائیل»، خواستار تحریم شرکت‌های فناوری حامی ارتش اسرائیل شدند. شیرین به همراه سه برنده دیگر جایزه صلح نوبل در بیانیه‌ای از این اقدام حمایت کردند.
او در هنگام نبرد ۲۰۱۴ اسرائیل و غزه به همراه پنج زن برنده جایزه صلح نوبل در بیانیه‌ای گفتند: «ادامه مجازات دسته جمعی فلسطینی‌ها توسط رژیم اسرائیل به بهانه جنگ فرسایشی علیه حماس، یک جنایت جنگی است. تا زمانی که اسرائیل حمایت‌های علنی و ضمنی برای سیاست‌های خود جهت سرکوب مردم فلسطین دریافت می‌کند، صلح واقعی به وقوع نمی‌پیوندد.»
در هنگام قدرت گرفتن داعش، عبادی در اردیبهشت ۱۳۹۴ گفت داعش یک ایدئولوژی است و یک ایدئولوژی با بمب نابود نمی‌شود و کشورهای غربی به‌جای بمب و اسلحه باید با کتاب و گسترش آموزش به جنگ افراط‌گرایان اسلامی بروند.
او در سال ۱۳۸۵ یکی از حامیان اولیه و مشاوران کمپین یک میلیون امضا بود. این کمپین تلاش کرد تا قوانین تبعیض‌آمیز علیه زنان در ایران از جمله ارزش کمتر شهادت زن نسبت به شهادت مرد در دادگاه و قانون حجاب اجباری، را تغییر دهد. بسیاری از فعالان این کمپین با جرم «تهدید علیه امنیت ملی» بازداشت شدند.
| « | آن‌جایی که حقوق زنان نادیده گرفته می‌شود، دموکراسی هم سقوط می‌کند … دموکراسی برابر است با وضعیت زنان … و با هر مدرسه‌ای که برای دختران می‌سازیم، تاریخ تمدن را یک گام به جلو می‌بریم. | » |

دربارهٔ جنگ داخلی سوریه و حمایت ایران از بشار اسد، عبادی بارها از حمایت جمهوری اسلامی ایران از حکومت اسد انتقاد کرده‌است و گفت: «مردم آزادی‌خواه ایران از مبارزات آزادی خواهانه مردم سوریه حمایت می‌کنند و حمایت‌های دولت ایران از رژیم بشار اسد ارتباطی با آنان ندارد.» او سال ۲۰۱۶ میلادی از «سوی مردم ایران»، به گفته خودش، بخاطر رفتار حکومت ایران در سوریه و یمن عذرخواهی کرد.

### آیندهٔ اقوام در ایران
روز ۲۱ آذر ۱۳۹۸ در نشستی با نمایندگانی از احزاب و گروه‌های قوم‌گرا از جمله مصطفی هجری رئیس اجرایی حزب دمکرات کردستان سعید عزیزی، سخنگوی اتحاد دمکراتیک آذربایجان (بیرلیک) حافظ فاضل، عضو دفتر سیاسی حزب تضامن دمکراتیک، جلیل شرهانی، دبیرکل حزب تضامن دمکراتیک اهواز، یوسف کر، سخنگوی "سازمان فرهنگی و سیاسی ترکمن‌صحرا"، ناصر بلیده‌ای، سخنگوی حزب مردم بلوچستان برگذارشد. این نشست بعداً به نشست "آینده اقوام در ایران" یاد شد. این نمایندگان همراه با شیرین عبادی از اروپا خواستند در قبال سرکوب مردم ایران سکوت نکند. آنها نسبت به پیامد خطرناک این روند هشدار دادند: رشد رادیکالیسم در میان اقوام و به خطر افتادن یکپارچگی ایران. در این نشست نمایندگانی از حزب و گروه‌های قومی در مقر پارلمان اروپا در بروکسل سخنرانی کردند. مخرج مشترک سخنرانی‌ها تأکید بر "خطری جدی" بود؛ این که ادامه سرکوب، تبعیض و خشونت به ویژه علیه اقلیت‌های قومی، آخرین ظرفیت‌ها برای زیست مسالمت‌آمیز در ایرانی یکپارچه را به محاق می‌برد. سخنرانان جملگی به زخم‌های تازه‌ترین دور سرکوب معترضان در ایران اشاره کردند که هنوز باز است و بر زخم‌های کهنه در گذشته نشسته. عبادی با مرور اعتراضات آبان ۱۳۹۸ ایران در سخنرانی خود به دولت‌های اروپایی انتقاد کرد که "علیرغم آنکه خود را مدافع حقوق بشر می‌دانند"، وقتی پای منافع تجاری‌شان در میان باشد "در کنار دیکتاتورهاً می‌ایستند و زمانی که "مردم بی‌دفاع به وسیله گلوله و روانه شدن تانک‌ها در خیابان کشته می‌شوند، صدایی از جهان شنیده" نمی‌شود. او همچنین از طرح سیستم فدرال ایران دفاع و اینگونه عنوان کرد که سیستم فدرال" تا به حال نه فقط از سوی جمهوری اسلامی مهر امنیتی خورده و می‌خورد، بلکه بخش‌هایی از اپوزیسیون نیز آن را چالشی برای "تمامیت ارضی" ایران می‌دانند. حضور او در کنار احزاب جدا طلب باعث حاشیه سازی فراوانی شد که موجب شد او در کانال شخصی تلگرام اطمینان دهد این نشست درجهت مقابله با حکومت مرکزگرای جمهوری اسلامی ایران بوده‌است.

## دربارهٔ دین
عبادی افتخار می‌کند که یک زن مسلمان و روشنفکر است و باور دارد که دین نقشی در نقض حقوق بشر ندارد و هیچ ناسازگاری بین دین و دموکراسی نیست و نقض حقوق بشر در چین و کوبا ناشی از درک و تفسیر نادرست از مذهب است. او در سخنرانی خود هنگام دریافت جایزه نوبل گفت:
دربارهٔ مذهب شیعه در ایران او می‌گوید، بعد از حمله اعراب به ایران و اسلام‌آوردن ایرانیان، «برخلاف عرب‌های سنی، ما در پایان به شیعه روی آوردیم»، با اشاره به اینکه ایرانیان مسلمان شدند اما هنوز «ما ایرانی بودیم».
در زمینه اسلام سیاسی و اسلام رحمانی، عبادی بارها از بنیادگرایان ایران انتقاد نموده و جنبش اصلاح‌طلبان و روشنفکران در کشورهای اسلامی را ستوده‌است. او در یک سخنرانی در دانشگاه مریلند ضمن دریافت درجه دکترای افتخاری از این دانشگاه عنوان داشت، اصلاح طلبان و روشنفکران اسلامی در سراسر جهان در حال ساختن جنبشی هستند که با تفسیر و تعبیر صحیح از قرآن و فقه اسلامی در مقابل حکومت‌های سرکوبگر بایستند. به گفته او روشنفکران، علما و اصلاح طلبان در سراسر جهان می‌توانند از طرق صلح‌آمیز مسلمانان را به سوی حکومت قانون و تعبیر صحیح از قوانین و احکام مذهبی راهنمایی کنند.» او همچنین به انتقاد از سیاست آمریکا در دخالت در امور ایران و سایر کشورها از جمله عراق پرداخت.